# Zuzana Čaputová
Zuzana Čaputová (IPA: [ˈzuzana ˈtʃaputɔʋaː], született Zuzana Strapáková, Pozsony, 1973. június 21. – ) szlovák liberális politikus, jogász, aktivista, 2019. június 15-étől 2024. június 15-éig Szlovákia köztársasági elnöke. Ő volt az első nő ezen a poszton, és 45 évesen ő lett az ország történetének eddigi legfiatalabb elnöke.
Először azzal vált ismertté, hogy Bazinban évtizedes küzdelmet folytatott egy tervezett hulladéklerakó ellen, amiért 2016-ban megkapta a Goldman Környezetvédelmi Díjat.

## Magánélete
Elnökké választásakor is Bazinban élt. Elvált, két tizenéves lánya van; jelenlegi élettársa zenész-fotográfus. Szabadidejét szívesen tölti rajzolással, kosárlabdával, túrázással és úszással.

## Pályafutása
Pozsonyban született, és a közeli Bazinban nőtt fel. Apja  Štefan Strapák, anyja Katarína Strapáková. Egy testvére van: Daniel. A pozsonyi Comenius Egyetem Jogi Karán tanult, ahol 1996-ban kapott diplomát. 1998–1999-ben általános menedzsment, változásmenedzsment, 1999-ben pedig az oktatási minisztérium által akkreditált mediáció képzést végzett. A szlovák mellett angolul beszél, az oroszt saját bevallása szerint fel kell frissítenie. Választási kampányában beszélt magyarul is. A beiktatási ceremónia végén magyar, roma és ruszin nyelven is mondott néhány köszönő szót. 

### Szakmai pályafutása

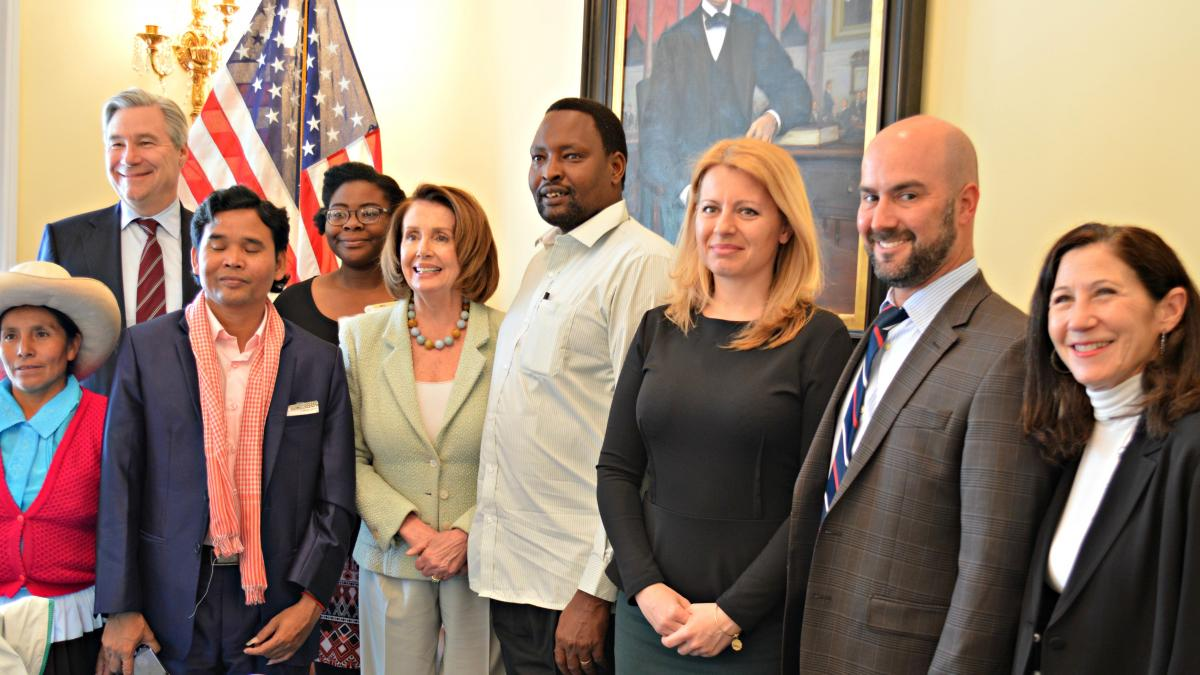
A Goldman Környezetvédelmi Díj átadásán 2016-ban, Nancy Pelosival és a többi kitüntetettel

Először a bazini önkormányzat hivatalában dolgozott jogi asszisztensként, majd a hivatal vezetőjének helyetteseként. 1998-tól a civil szférában dolgozott, többek között az EQ Klub civil szervezetnél helyi közösségfejlesztés témában, valamint az Open Society Foundationsnél; 2001-ben kezdett együttműködni a Via Iuris szervezettel, amely az embereket a jogaikért való kiállásban és a közéleti részvételben segíti, 2010-től a szervezet jogászaként. Ezen belül elsősorban a közhatalom társadalmi ellenőrzése, a közszolgálati tisztviselők felelőssége, valamint a nagyberuházásokról szóló döntésben való társadalmi részvétel témáival foglalkozott.
1999-ben csatlakozott a meglévő bazini hulladéklerakó mellett tervezett új, mérgező szemétlerakó elleni évtizedes küzdelemhez, melynek a vezetőjévé vált. Mind a meglévő, mind a tervezett új hulladéklerakó területe közel feküdt a lakott területhez, és a kommunális hulladék mellett vegyipari üzemek és kórházak hulladékát is fogadta volna, valamint – a hivatalos állásponttal szemben – feltehetőleg külföldi, Európából származó hulladékot is. A legintenzívebb időszak a telephelyengedély 2007-es kiadása és az azt követő tiltakozások 2008-as tetőzése volt. Az ügy jogi részében a Via Iuris, a kampánytervezésben a Greenpeace működött együtt. Az ügyet végül 2013-ban megnyerte, amikor a szlovák legfelsőbb bíróság a lakossági ellenállás javára döntött, megsemmisítve a hulladéklerakó létesítési engedélyét. Végül a meglévő, az 1960-as évek óta illegálisan működő hulladéklearkót is bezáratták. Ez alatt az időszak alatt kiismerte az intézmények működését és a visszaélési lehetőségeket, és megedződött a személyes támadásokban is.
2017-ben elhagyta a Via Iuris csapatát, és ügyvédként környezetvédelmi témákra specializálódott. Több publikáció társszerzője és a környezetvédelemmel foglalkozó ügyvédek Environmental Law Alliance Worldwide nevű világszervezetének a tagja.

### Politikai pályafutása

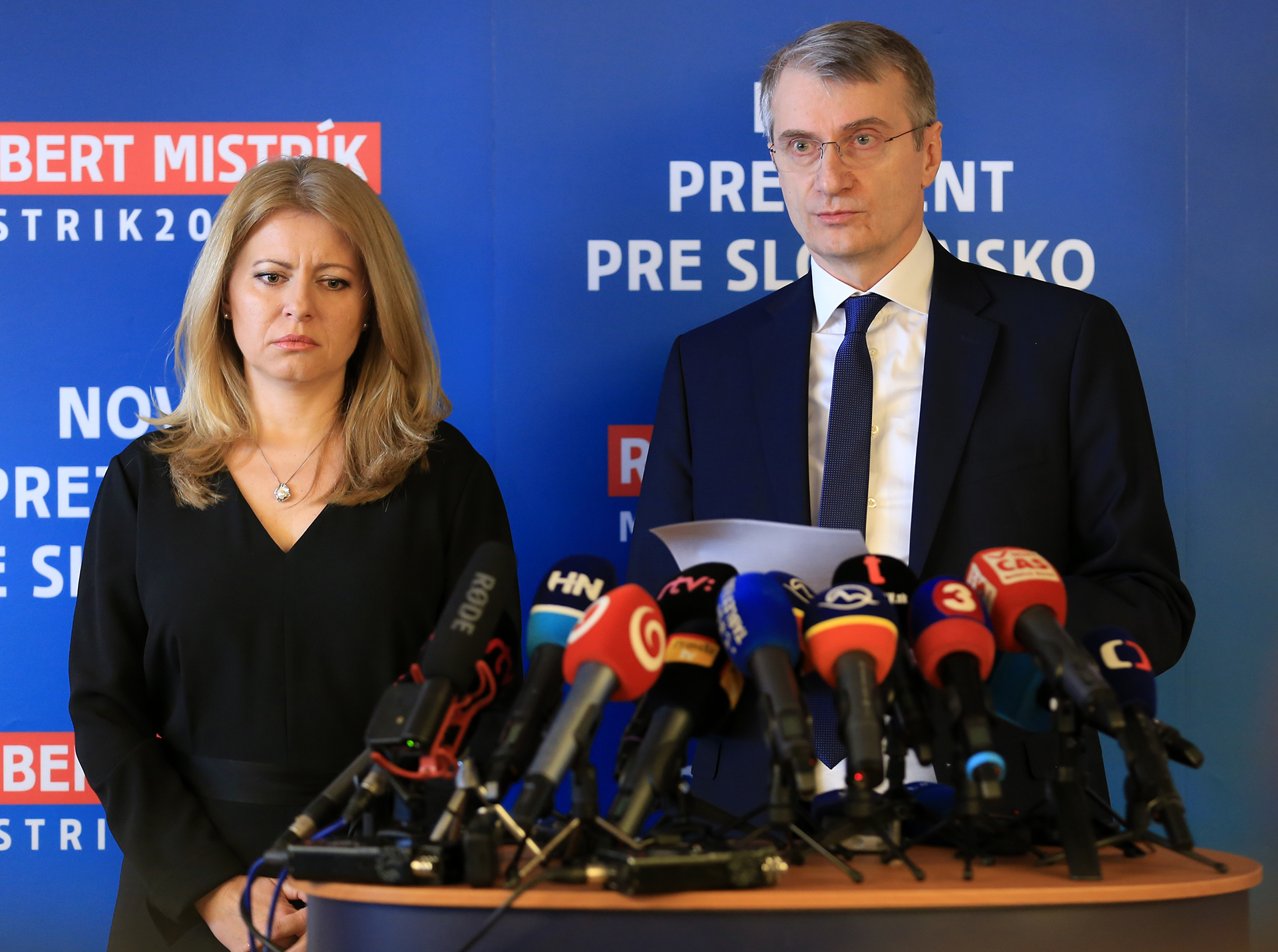
Robert Mistrík bejelenti visszalépését Zuzana Čaputová javára a 2019-es elnökválasztási kampányban

1998-ban részt vett a Vladimír Mečiar amnesztiái elleni aláírásgyűjtésben.
2017-ben a Progresszív Szlovákia (PS) alapító tagja, 2018 januárjában alelnöke lett. Azt nyilatkozta, hogy nem gondolt választásokon való indulásra, de Ján Kuciak és jegyese 2018. februári meggyilkolása után úgy érezte, nem ülhet tovább a partvonalon. Csatlakozott a tömegtüntetésekhez (melyek a bársonyos forradalom óta a legnagyobbak voltak).
A 2019-es szlovákiai elnökválasztáson pártja jelöltjévé választották, és januárban 18 400 támogató aláírást leadva indította el kampányát. Február 26-án fő ellenzéki riválisa, Robert Mistrík visszalépett a javára. A választások március 16-i első fordulójában az élen végzett. 2019. március 30-án a szavazatok 58%-ával megnyerte a választás második fordulóját a kormányzó Smer jelöltje, a 42%-ot szerző Maroš Šefčovič előtt. Ezt megelőzően megszüntette párttagságát.

## Politikai nézetei
Liberális nézeteket képvisel, például a melegjogok kérdésében vagy az abortuszt illetően.

## Elismerések
2016-ban megkapta a Goldman Környezetvédelmi Díjat a Bazinban tervezett hulladéklerakó megnyitása elleni kitartó küzdelméért, melyet San Franciscóban vett át. Hosszú és végül sikeres küzdelmét az amerikai Erin Brockovichéhoz hasonlították.